# 넓적나무좀

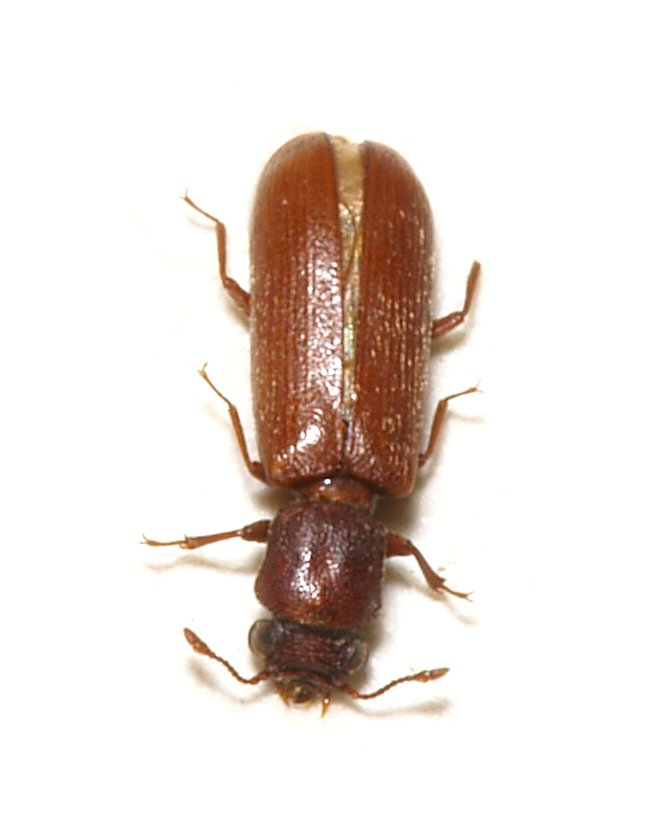

넓적나무좀(Lyctus brunneus, brown powderpost beetle, brown lyctus beetle)은 목식성(나무를 먹는) 곤충으로, 개나무좀과에 속하는 딱정벌레 종이다. 넓적나무좀아과에 속한다.
오늘날 전 세계적으로 분포되어 있지만 처음에는 신열대구에서 자생하였다.
이 종은 나무 안에 산다.